# Plopiș, Maramureș
Plopiș este un sat în comuna Șișești din județul Maramureș, Transilvania, România.

## Istoric
Prima atestare documentară: 1583 (Plopis). 

## Etimologie
Etimologia numelui localității: dintr-un nume topic (La) Plopiș < apelativul plopiș „pădure de plopi" (< subst. plop „specie de arbore" (< lat. *ploppus = pop(u)lus) + suf. -iș). 

## Obiective turistice
- Biserica de lemn „Sf.Arhangheli”, biserică ortodoxă din anul 1796-1798, inclusă pe lista patrimoniului mondial al UNESCO în decembrie 1999.

## Personalități locale
- Iustinian Chira (1921-2016), episcop ortodox al Maramureșului și Sătmarului.

## Imagini

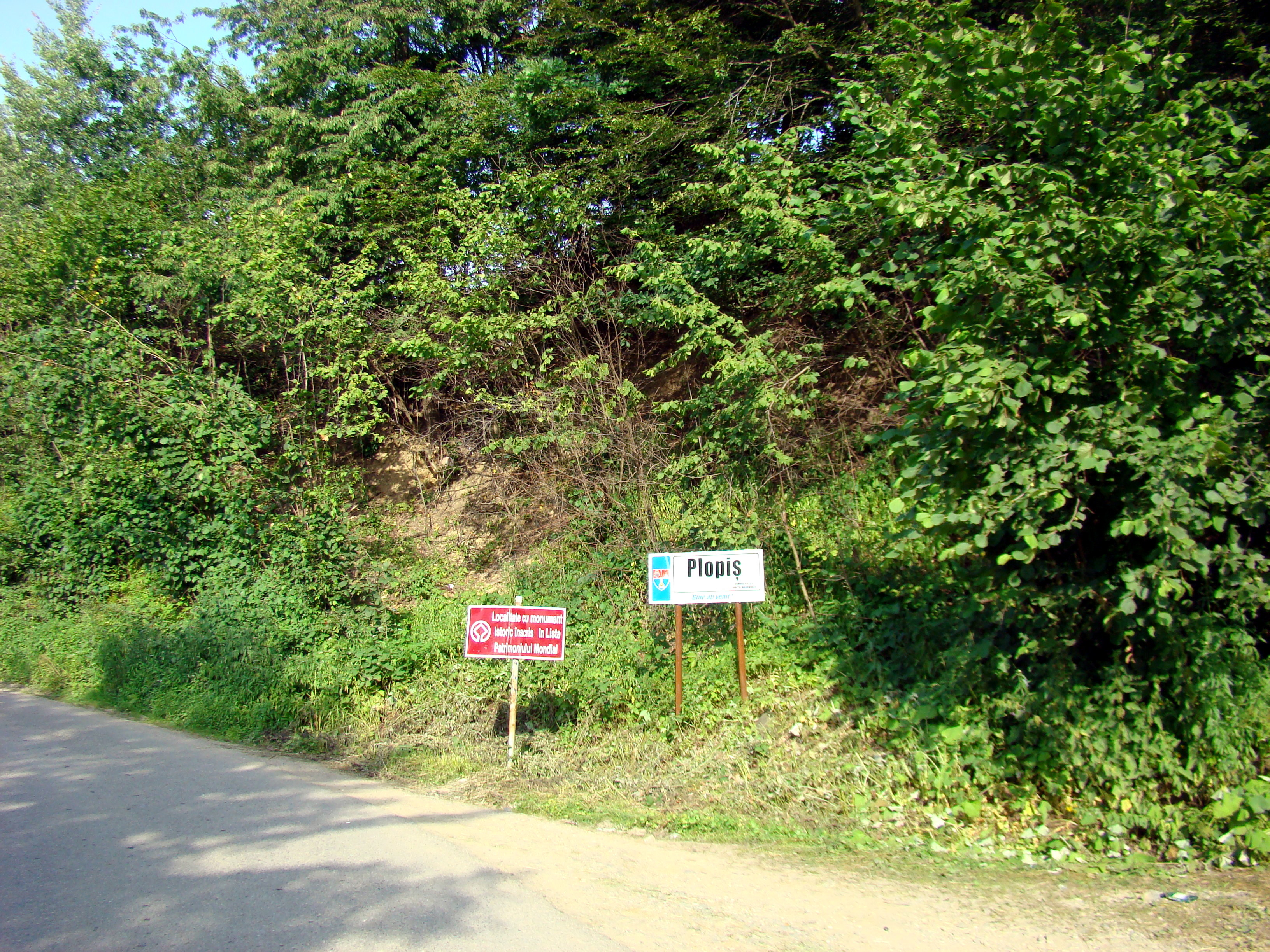
Intrarea în localitate
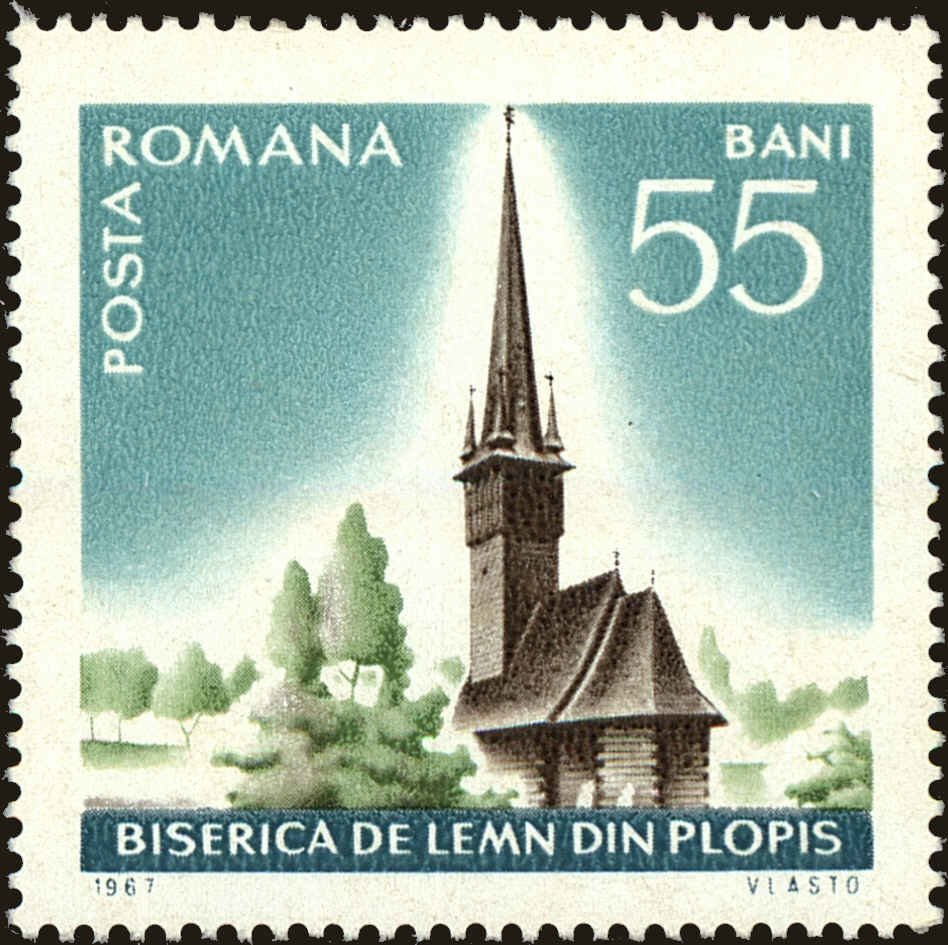
Timbru românesc din 1967 cu biserica ortodoxă din Plopiş
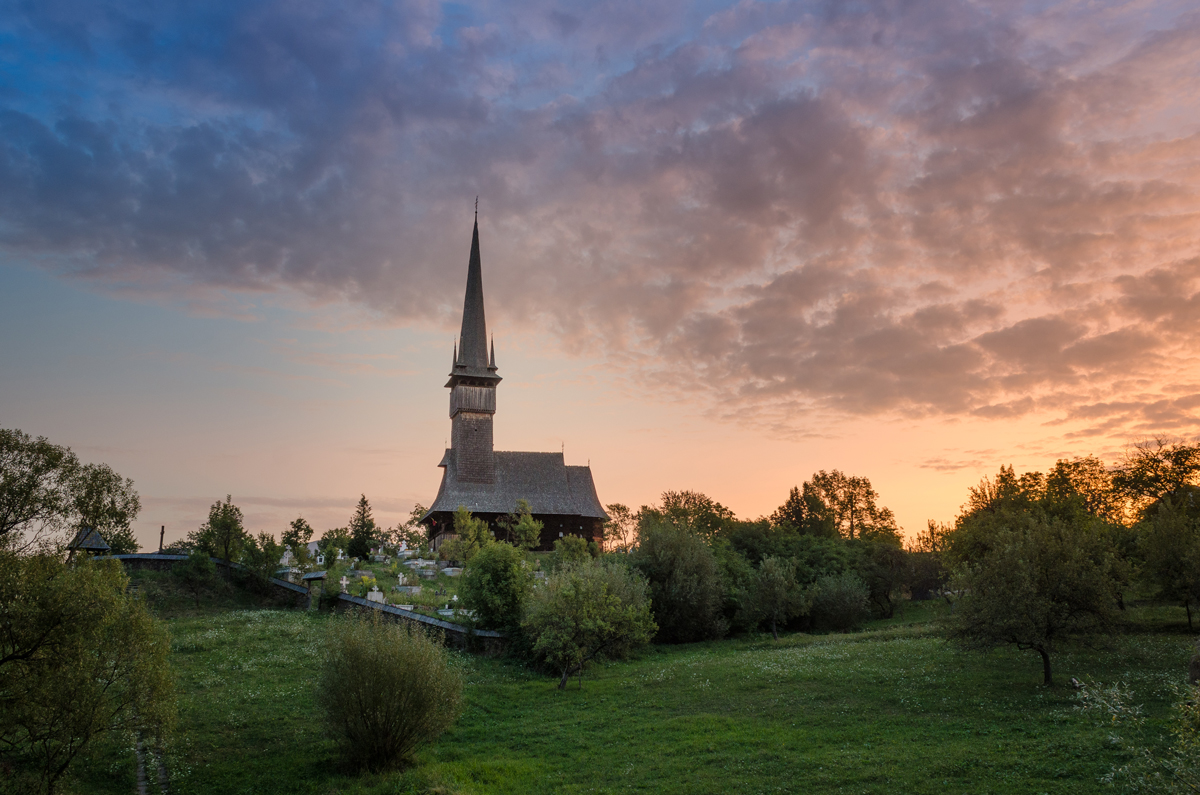
Biserica ortodoxă de lemn din Plopiș
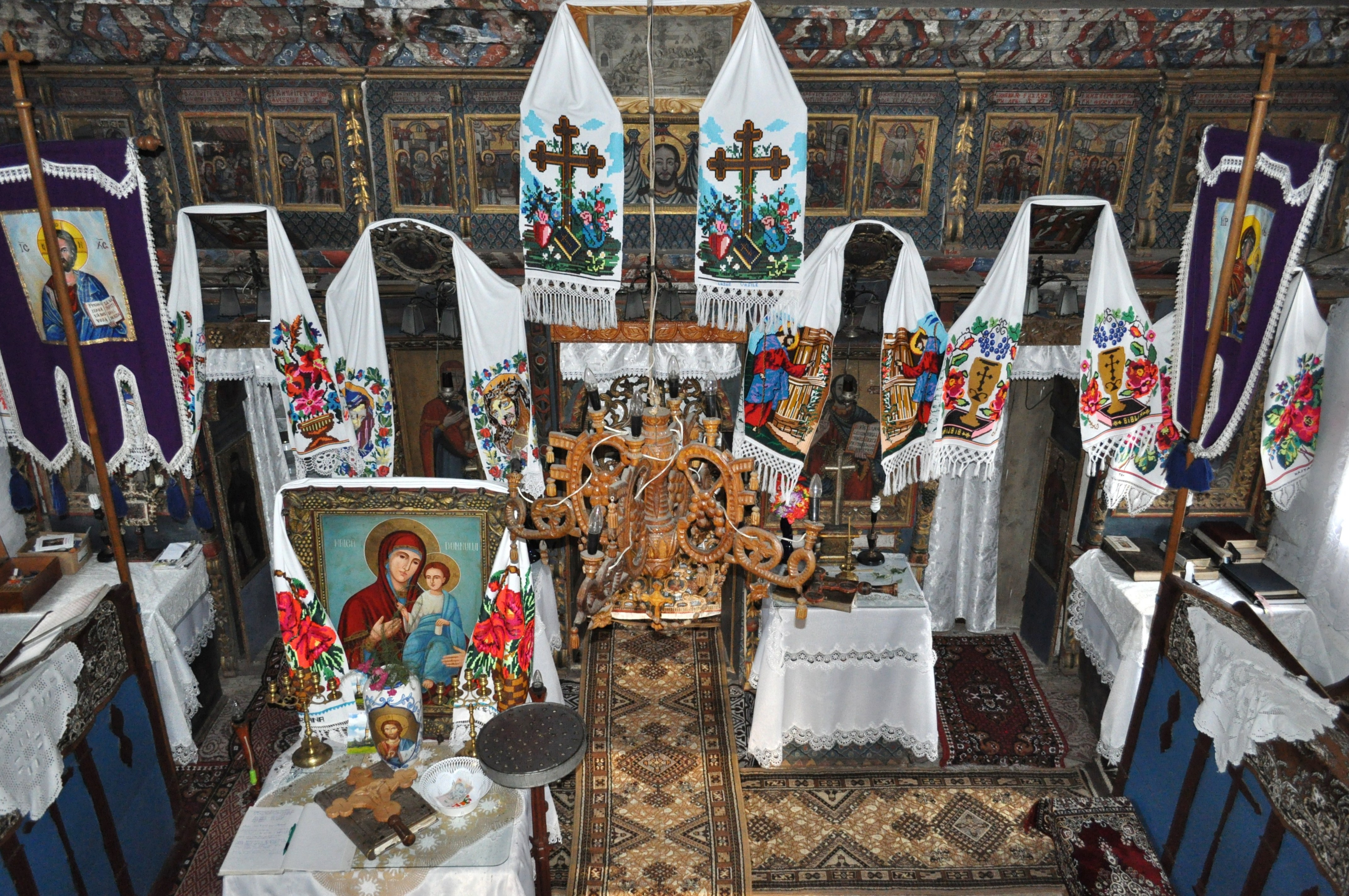
Biserica ortodoxă de lemn din Plopiș
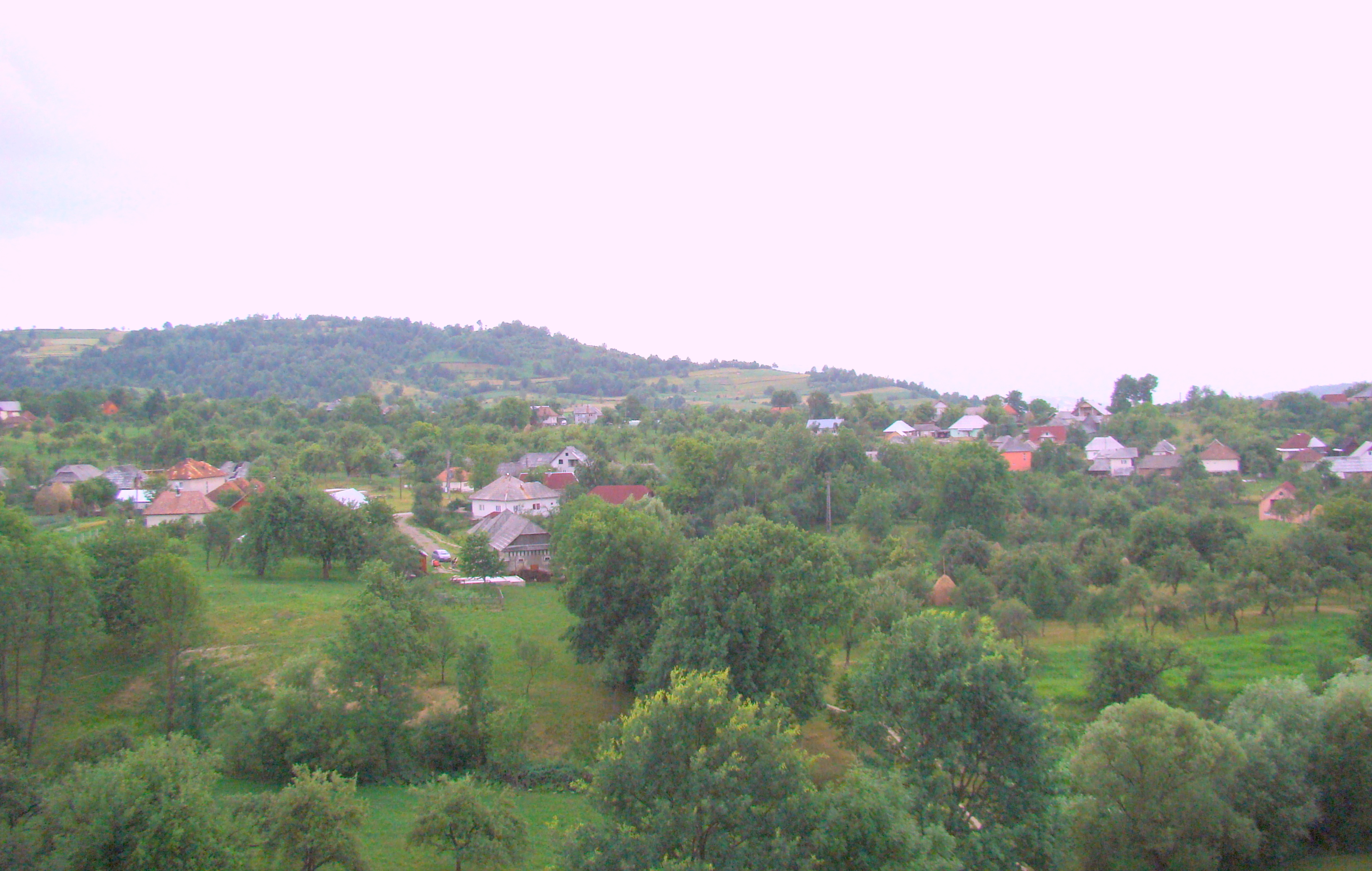
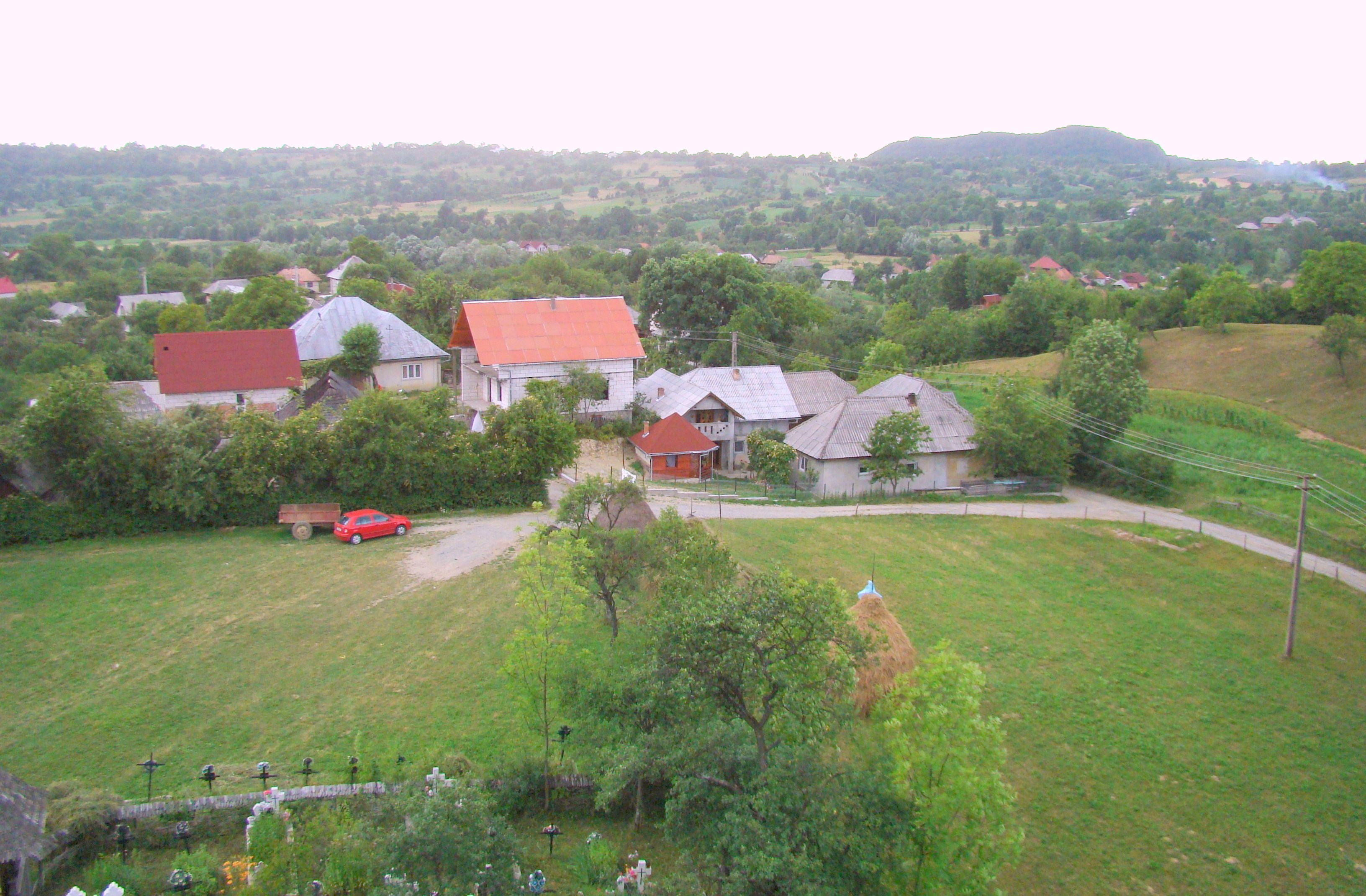
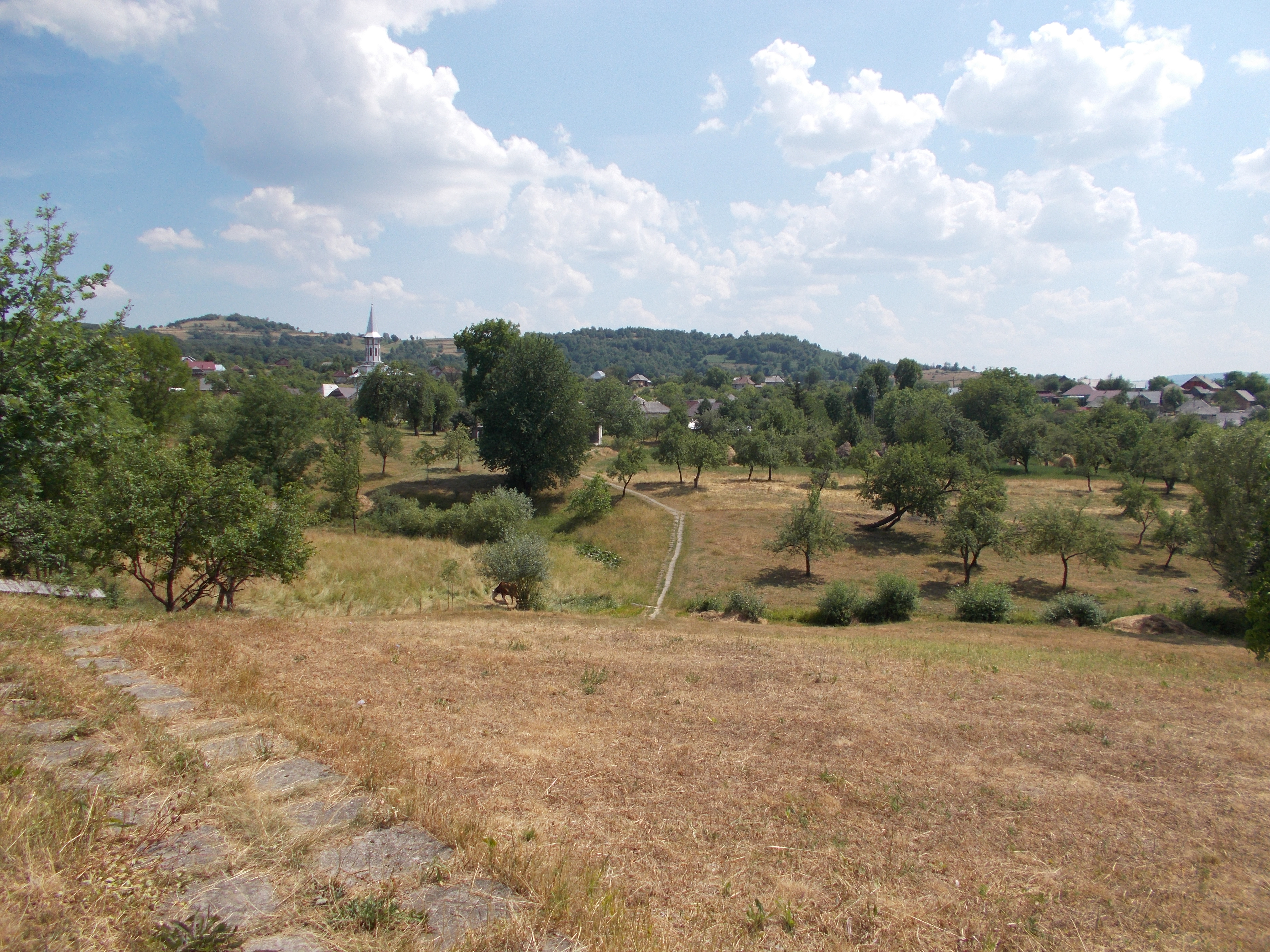
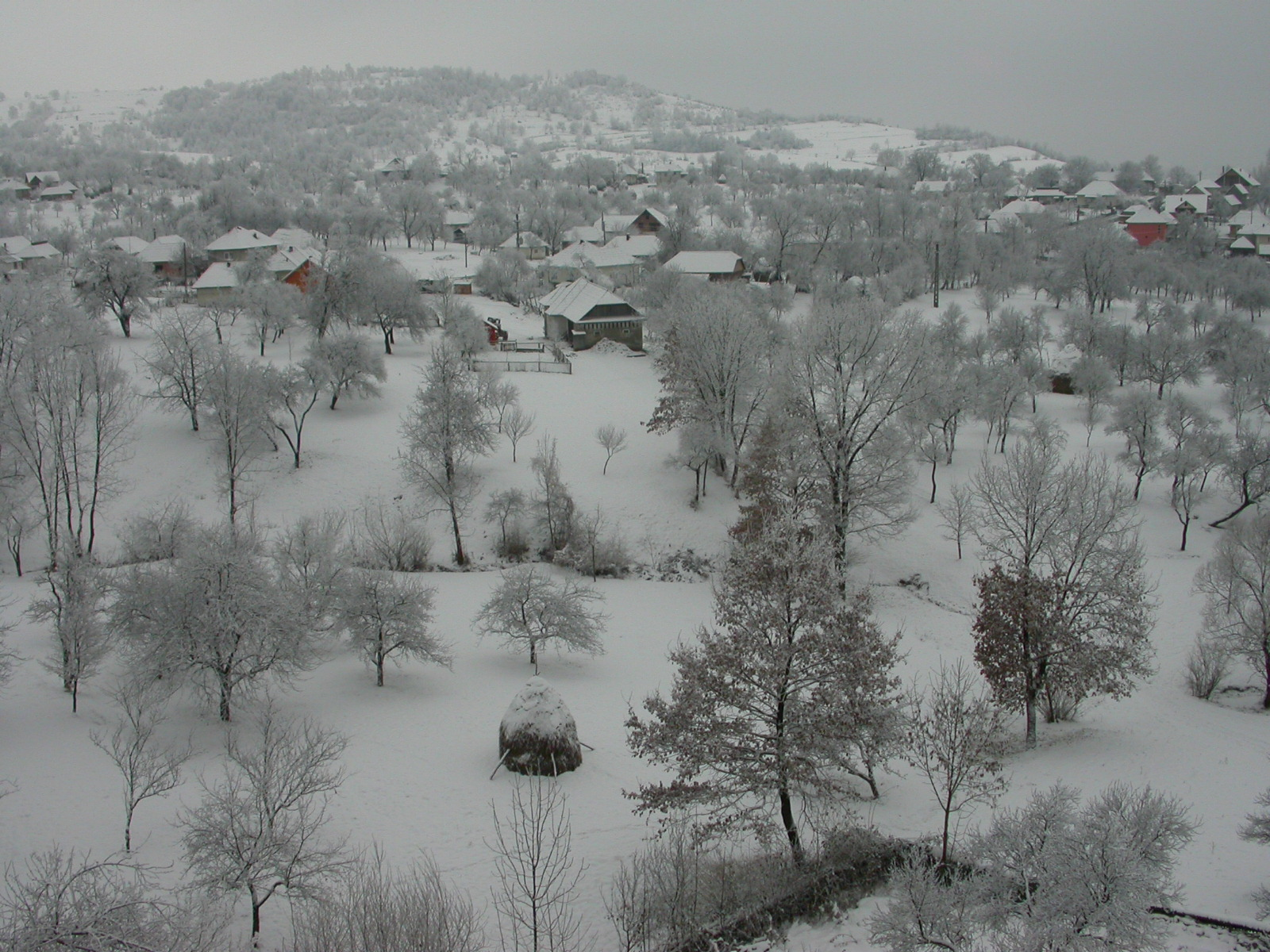